# Eupatridi
Gli eupàtridi (in greco antico: εὐπατρίδαι?, eupatrídai, «ben nati» o «di buon padre») erano l'aristocrazia o antica nobiltà dell'antica regione greca dell'Attica (Atene del 600 a.C.).

## Storia
La tradizione assegna la sua creazione a Teseo, che a seguito della riorganizzazione realizzata nella regione creò il processo del sinecismo (unione) guidando l'unione di città e villaggi in un'unica entità politica che era la città di Atene che diveniva così il centro politico della regione. Gli eupatridi godevano dei diritti politici e religiosi esclusivi che mantennero dopo la caduta della monarchia ateniese, nell'esercizio della supremazia sociale legata al possesso della terra. Rappresentarono la prima fase di sviluppo politico e amministrativo (polis) ateniese, che, socialmente iniziò con la divisione della popolazione in tre classi: eupatridi, demiurghi (demiurgoi) e geómoros (geomoroi). Secondo Plutarco, Teseo sarebbe stato assegnato a funzioni politiche, giuridiche e religiose, i demiurghi erano gli artigiani e i commercianti e i geómoros erano la restante popolazione.
I lessicografi menzionano come caratteristica degli eupatridi il fatto che erano nativi della città e discendenti di stirpe reale. È probabile che dopo il tempo del sinecismo, i nobili che risiedevano nelle varie comunità autonome fossero stati costretti a risiedere ad Atene, ora sede del governo, formando una classe sociale che monopolizzava i privilegi politici, ed è anche possibile che nei primi tempi gli eupatridi fossero gli unici cittadini di Atene di pieno diritto, dal momento che erano gli unici ad appartenere alle fratrie e la divisione in fratrie doveva interessare tutta la cittadinanza. In realtà, il termine poteva originariamente designare un membro di un clan, e l'appartenenza ad una fratria era una caratteristica di ogni clan. È improbabile che tutte le famiglie di eupatridi fossero autoctone, anche nel senso più ampio. Alcune era emigrate in Attica quando gli altri vi si erano già da tempo stabiliti. Le tracce dell'unione di questi immigrati con gli abitanti più antichi erano chiaramente visibili dalla miscelanza di  Zeus Herkeios e  Apollo Phatures come antichi dei delle fratrie.
La codifica delle leggi del 621 a.C., attribuita a Dracone, costituì un primo passo verso una costituzione scritta, perché fino ad allora le leggi erano orali, e fatta salva l'interpretazione dei potenti. Le riforme di Solone del 594 a.C., tolsero loro il potere sulla politica, associandolo non alla nascita, ma alla ricchezza. Tuttavia, gli eupatridi mantennero il loro potere religioso e la loro influenza, dando numerosi statisti ad Atene, tra cui Pericle, che apparteneva alla famiglia degli Alcmeonidi per parte di madre, e quella dei Bouziga per linea paterna.